# Praga S5T
Praga S5T — вантажний автомобіль (з колісною формулою 4х2), що виготовлявся автозаводом Praga у 1957—1963 рр.
У 1963 р. з'явилася Praga S5T-2, із двигуном збільшельшеної потужності (110 к. с.), 4-ступеневою коробкою передач та додатковою коробкою.
На базі Praga S5T-2 виготовлявся тягач Praga S5T-2TN.